# Vây bọc
Vây hay vây bọc là cách tấn công phía sau lưng quân đối phương với mục tiêu tiêu diệt quân đội họ và ngăn chặn mọi khả năng rút lui. Thay vì tấn công vào kẻ thù như trong một cuộc tấn công trực diện, "vây" quân đối phương chủ yếu nhắm vào bên sườn đội hình họ, tấn công từ nhiều hướng và tránh bộ phận phòng thủ mạnh nhất. Một hoạt động "vây" thành công làm giảm bớt số thương vong của quân tấn công có khả năng phải chịu trong khi gây ra bất ngờ cho quân phòng thủ và tạo ra cơ hội để tiêu diệt họ. Một hành động "vây" sẽ bao gồm một hoặc nhiều cánh quân cơ động tấn công bên sườn của kẻ thù, và một cánh quân cố định sẽ tấn công vào mặt trước của kẻ thù và giữ chân họ tại chỗ để họ không thể rút hoặc chuyển sự tập trung vào cánh quân cơ động đang vây. Bên cạnh khả năng thành công, có những rủi ro liên quan đến việc thực hiện vây bọc. Cánh quân tấn công có thể trở nên quá tải và bị chia cắt khỏi đội hình chính quân nhà bằng một cuộc phản công của quân thù, bao gồm cánh quân cố định cũng phải chịu cuộc phản công này.
Theo cách phân chia của Quân đội Hoa Kỳ, có bốn loại vây bọc:
- Đánh tạt sườn, vây cánh, vây bọc cánh hay tấn công cánh.
- Đánh gọng kìm hay vây bọc kép.
- Bao vây, một cách vây bọc hoàn toàn.
- Bủa vây, đánh bọc hậu hay vây bọc hậu (phía sau), thường dễ thực hiện nhất là được hỗ trợ bởi trực thăng quân sự, như Trực thăng vận.